# 船舶気象通報
船舶気象通報（せんぱくきしょうつうほう）とは、船舶気象通報規程（昭和29年海上保安庁告示第1号）に基づき実施される気象通報。
船舶気象通報規程では情報提供手段として電信電話、中波放送、中短波放送、ファクシミリなどが定められていたが、2005年（平成17年）4月1日の改正でインターネット・ホームページ等が追加された。一方、中波放送については2006年（平成18年）9月に、ファクシミリについては2008年（平成20年）1月31日の船舶気象通報規程改正で廃止された。
また中短波放送（中短波無線、1670.5kHz）を使用した船舶気象通報は「灯台放送」として知られたが、インターネットの普及等の理由により2016年（平成28年）9月30日正午に廃止された。
中短波放送廃止後は主にインターネットまたはテレホンサービスで提供されている（沿岸域情報提供システム参照）。

## 歴史
船舶気象通報規程（昭和29年海上保安庁告示第1号）で規定され、第1条では航路標識付近の気象及び海上の状況の情報提供により、船舶の航行の安全を確保し、あわせてその運航能率の増進に資することを目的としている。
船舶気象通報は無線電信で行われていたが、無線電信を所有しない船舶のために1954年（昭和29年）6月4日に足摺岬及び都井岬の局からの無線電話（中短波）を追加して開始し、1955年（昭和30年）6月1日には潮岬を無線電話化した。その後、1955年7月1日に大王埼及び女島、1957年（昭和32年）1月1日に潮岬と室戸岬、同年5月1日から八丈島、1961年（昭和36年）2月1日から舳倉島で中短波での放送を開始した。その後も各地の無線電話化が進み、1969年（昭和44年）4月10日の大間埼の無線電話化に伴い、すべての船舶気象通報が無線電話化された。
さらに船舶気象通報の拡充を図るため、1971年（昭和46年）9月1日から足摺岬で中波標識電波の実用化試験が開始された。試験結果は良好で、標識電波に続いて通報を行う形式は、1973年（昭和48年）7月25日から足摺岬と留萌で開始された後、1977年（昭和52年）12月から室戸岬が追加されるなど各地の航路標識が追加されていった。中波の無線方位信号所は1996年（平成8年）には47局となり、限られた周波数を混信を防ぎながら使用するため、2から3局から同一の周波数で順次送信する方式がとられた。しかし、利用者からの船舶気象通報の通報回数の増加の要望や、世界的にDGPSのデータ通報用周波数に中波標識の使用が勧告されていたことなどから、周波数を再構築して各局が常時電波を発射する方式に切り替える必要があった。そのため中波無線方位信号所47局中29箇所を廃止して18箇所とし、さらに船舶気象通報を行う局を都井岬、室戸岬、大王埼、犬吠埼、金華山、尻屋埼、釧路埼、舳倉島、松前の9箇所の無線方位信号所とした。その後、SOLAS条約改正により1999年（平成11年）2月1日に一定の船舶に義務付けられていた中波送受信設備の搭載義務が廃止され、2004年（平成16年）2月に中波無線標識局の廃止が決定され、2006年（平成18年）6月の舳倉島の廃止により中波電波による気象通報を終了した。
一方で気象通報を実施している灯台等に直接電話をする事例が増えて航路標識業務に影響が出ていたため、1984年度（昭和59年）管区監理課長会議でテレホンサービスの導入が議論され、気象庁などとの協議の結果、1986年（昭和61年）2月15日に「船舶気象通報のテレホンサービス実施要領（試行）」を定め、同年4月1日から試行的にテレホンサービスを開始した。そして1991年（平成3年）3月31日の船舶気象通報規程改正（海上保安庁告示第81号）により同年4月1日に電話サービスが正式業務に加えられた。
2001年（平成13年）には船舶気象通報規程改正で「インターネット・ホームページ等」が加えられた。その後、2008年（平成20年）1月31日の船舶気象通報規程改正でファクシミリによる船舶気象通報が廃止された。
2015年（平成27年）10月から交通政策審議会に航路標識・情報提供等小委員会が設置され、利用率が著しく低下している情報提供手段の廃止と集約整理の方針が決定され、中短波放送（中短波無線、1670.5kHz）を使用した船舶気象通報は2016年（平成28年）9月30日に廃止された。

## 中短波放送
中短波放送による船舶気象通報は先述のように灯台放送とも呼ばれ、日本各地の灯台等で観測した気象現況を西側から順に1時間に1回、中短波無線（1670.5kHz）で情報提供していた。
放送順序は毎正時においてスタートし太平洋岸を宮古島から釧路へ、ついで日本海岸を大瀬埼（女島灯台自動化により女島から変更）から焼尻島へと1時間で一周していた。なお、津軽海峡については海象の厳しさから1時間に2回放送を行っていた。
気象通報を行う航路標識名と気象観測を行う航路標識は必ずしも一致しない場合があった。例えば越前岬灯台からは経ヶ岬灯台の気象データが放送された（下表参照）。

### 受信方法
周波数は1670.5kHz、電波型式はH3E（上側波帯:USB）であった。一部のAMラジオでも受信出来ていた（ほとんどの製品は1605kHzまで）。SSBで受信する場合はUSBで搬送波周波数1669kHzに合わせる。

### 放送内容
1. 「各局、各局、各局、こちらは（呼出名称）、（呼出名称）、（呼出名称）。」
（犬吠埼灯台の例、「各局、各局、各局、こちらは、いぬぼう、いぬぼう、いぬぼう」[2]）
2. 「海上保安庁が（観測箇所）の気象状況をお知らせします。」
（犬吠埼灯台の例、「海上保安庁が犬吠埼灯台の気象状況をお知らせします。」[2]）
3. 時刻、[6]風向、風力（m/s）、気圧、波の高さ[7]の読み上げ
4. 「終わり。こちらは（呼出名称）。繰り返します。」
（3.を繰り返し）
5. 「終わり。こちらは（呼出名称）。さようなら。」

### 放送地および放送時間
航路標識名・呼出名称・タイムテーブルは2014年6月1日現在のもの。
| 航路標識名                                       | 呼出名称                 | タイムテーブル （毎分） | 空中線電力 | 観測箇所 |
| ------------------------------------------------ | ------------------------ | ----------------------- | ---------- | --- |
| 宮古島ディファレンシャルGPS局 （沖縄県宮古島市） | みやこじま               | 00:00 - 02:20           | 50W        | 西埼灯台（風向、風速、気圧） 平久保埼灯台（風向、風速、気圧） 池間島灯台（風向、風速、気圧）                                                                                |
| 八重瀬 DGPS局 （沖縄県八重瀬町）                 | やえせ                   | 02:20 - 04:10           | 50W        | 久米島灯台（風向、風速、気圧） 伊計島灯台（風向、風速） 伊平屋島灯台（風向、風速、気圧）                                                                                    |
| 都井岬ディファレンシャルGPS局 （宮崎県串間市）   | とい                     | 06:30 - 08:30           | 50W        | 都井岬灯台（風向、風速） 佐多岬灯台（風向、風速、気圧） |
| 足摺岬灯台 （高知県土佐清水市）                  | あしずり                 | 10:40 - 12:10           | 50W        | 足摺岬灯台（風向、風速、気圧） |
| 室戸岬ディファレンシャルGPS局 （高知県室戸市）   | むろと                   | 12:10 - 13:40           | 50W        | 室戸岬灯台（風向、風速、気圧） |
| 大阪船舶通航信号所 （大阪府大阪市）              | おおさかハーバーレーダー | 13:40 - 15:10           | 10W        | 大阪船舶通航信号所（風向、風速、気圧、天気、視程、波高） |
| 潮岬灯台 （和歌山県串本町）                      | しおのみさき             | 15:10 - 16:50           | 50W        | 潮岬灯台（風向、風速、気圧、波高） |
| 大王埼ディファレンシャルGPS局 （三重県志摩市）   | だいおう                 | 16:50 - 18:30           | 50W        | 大王埼灯台（風向、風速、気圧、波高） |
| 石廊埼灯台 （静岡県南伊豆町）                    | いろう                   | 18:30 - 19:50           | 50W        | 石廊埼灯台（風向、風速、気圧） |
| 八丈島ディファレンシャルGPS局 （東京都八丈町）   | はちじょうじま           | 19:50 - 21:30           | 50W        | 八丈島灯台（風向、風速、波高） |
| 野島埼灯台 （千葉県白浜町）                      | のじま                   | 21:30 - 23:10           | 50W        | 野島埼灯台（風向、風速、気圧、波高） |
| 犬吠埼ディファレンシャルGPS局 （千葉県銚子市）   | いぬぼう                 | 23:10 - 24:50           | 50W        | 犬吠埼灯台（風向、風速、気圧、視程、波高、うねり） |
| 金華山ディファレンシャルGPS局 （宮城県石巻市）   | きんか                   | 26:30 - 28:10           | 50W        | 金華山灯台（風向、風速、波高） |
| 魹ヶ埼灯台 （岩手県宮古市）                      | とどがさき               | 28:10 - 29:30           | 50W        | 魹ヶ埼灯台（風向、風速、気圧） |
| 尻屋埼ディファレンシャルGPS局 （青森県東通村）   | しりや                   | 29:30 - 33:00           | 50W        | 龍飛埼灯台（風向、風速、波高） 尻屋埼灯台（風向、風速、波高） 松前ディファレンシャルGPS局（風向、風速、気圧） 大間埼灯台（風向、風速、気圧） 恵山岬灯台（風向、風速、気圧） |
| 襟裳岬灯台 （北海道えりも町）                    | えりも                   | 33:00 - 34:40           | 50W        | 襟裳岬灯台（風向、風速、気圧、波高、流氷） |
| 釧路埼ディファレンシャルGPS局 （北海道釧路市）   | くしろ                   | 34:40 - 36:20           | 50W        | 釧路港船舶通航信号所（風向、風速、天気、視程、波高、うねり） |
| 大瀬埼ディファレンシャルGPS局 （長崎県五島市）   | おおせさき               | 36:20 - 38:00           | 50W        | 女島灯台（風向、風速、気圧） 大瀬埼灯台（風向、風速、波高） |
| 若宮灯台 （長崎県壱岐市）                        | わかみや                 | 38:00 - 39:40           | 50W        | 若宮灯台（風向、風速、気圧、波高） |
| 三島灯台 （長崎県対馬市）                        | かみつしま               | 39:40 - 41:20           | 50W        | 三島灯台（風向、風速、気圧、波高） |
| 見島灯台 （山口県萩市）                          | はぎみしま               | 41:20 - 43:00           | 50W        | 見島灯台（風向、風速、気圧、波高） |
| 多古鼻灯台 （島根県松江市）                      | たこばな                 | 43:00 - 44:30           | 50W        | 三度埼灯台（風向、風速、気圧） |
| 越前岬灯台 （福井県坂井市）                      | えちぜん                 | 44:30 - 46:00           | 50W        | 経ヶ岬灯台（風向、風速、気圧） |
| 舳倉島ディファレンシャルGPS局 （石川県輪島市）   | へぐら                   | 46:00 - 47:40           | 50W        | 舳倉島灯台（風向、風速、気圧、波高） |
| 粟島灯台 （新潟県粟島浦村）                      | あわしま                 | 47:40 - 49:20           | 50W        | 沢崎鼻灯台（風向、風速） 弾埼灯台（風向、風速、気圧） |
| 入道埼灯台 （秋田県男鹿市）                      | にゅうどう               | 49:20 - 50:50           | 50W        | 入道埼灯台（風向、風速、気圧） |
| 龍飛埼灯台 （青森県外ヶ浜町）                    | たっぴ                   | 50:50 - 54:20           | 50W        | 龍飛埼灯台（風向、風速、波高） 大間埼灯台（風向、風速、気圧） 恵山岬灯台（風向、風速、気圧） 尻屋埼灯台（風向、風速、波高） 松前ディファレンシャルGPS局（風向、風速、気圧） |
| 積丹岬ディファレンシャルGPS局 （北海道積丹町）   | しゃこたん               | 55:40 - 57:50           | 50W        | 神威岬灯台（風向、風速、波高） 焼尻島灯台（風向、風速、気圧） |
| 焼尻島灯台 （北海道羽幌町）                      | やぎしり                 | 57:50 - 00:00           | 50W        | 神威岬灯台（風向、風速、波高） 焼尻島灯台（風向、風速、気圧） |